# Озјорск (Калињинградска област)
Озјорск (Калињинградска област) (рус. Озёрск) град је у Русији у Калињинградској области.

## Становништво
| 1939. | 1959. | 1970. | 1979. | 1989. | 2002. | 2010. |
| ----- | ----- | ----- | ----- | ----- | ----- | ----- |
| 4.377 | 3.832 | 4.517 | 6.047 | 6.219 | 5.801 | 4.740 |